# 熱唱!!STREET FIGHTER II
『熱唱!!STREET FIGHTER II』（ねっしょうストリートファイターツー）は、日本のゲームミュージックアルバムである。

## 解説
『STREET FIGHTER II Image Album -G.S.M. CAPCOM-』から約1年ぶりのゲームミュージックCDである。(PCCB-00103)今作品は戸田誠司（FAIRCHILD）のプロデュースによる、『ストリートファイターII』オリジナル楽曲をアレンジしたヴォーカルソング集である。原曲からのヴォーカルソング集は現在このCDしか存在しない。これと同時に1曲目のシングルカット版『夢へのポジション』
(PCDB-00004)が同アーティスト宮前真樹、8曲目の『嵐になれ』(PCDB-00003)
が同アーティスト山本淳一よりポニーキャニオンから発売された。
ジャケットは熱の籠った空に地割れ大地の地に『ストリートファイターII' -CHAMPION EDITION-』のPOPイラストや新声社ゲーメストムック『ストリートファイターII'』で起用された2Pカラーの全ファイター達イラストを採用している。
なお、初回限定版には前述のストリートファイターII'』2Pカラーの全ファイターのイラストを使用した1993年カレンダーと紙ジャケットが付属していた。
また、翌年3月21日には同アルバムの｢インスト編｣(PCCB-00114)、｢オリジナルカラオケ編｣(PCCB-00115)が発売されている。

## 収録曲
1. 夢へのポジション【CHUN LI】（Spinning Long Version）
  - 宮前真樹
2. 紅のケン~バーニング・ブラッド 【KEN】
  - 影山ヒロノブ
3. ブランカが街にやって来た!!  【BLANKA】
  - 電撃ネットワーク
4. 張り手一発日本の心 【E. HONDA】
  - ウガンダ・トラ
5. ロンリーウルフ 【GUILE】 
  - 岩佐友晴
6. 遥かなるインディア【DHALSIM】
  - 戸田誠司
7. 恐怖!バキューム男【ZANGIEF】
  - 島木譲二
8. 嵐になれ【RYU】（Tornado Intro Version）
  - 山本淳一
9. バイソンズ・ドリーム 【BISON】
  - ハイ・タイド・ハリス
10. 仮面のナルシスト 【BALROG】
  - ETHICA
11. タイガー伝説 【SAGAT】
  - 巻上公一
12. 沈黙の墓標 【VEGA】
  - ストロング金剛